# Bizantyjski system sygnalizacyjny

Przypuszczalne rozmieszczenie stanowisk sygnalizacyjnych

Bizantyjski system sygnalizacyjny – system sygnalizacyjny, oparty na znakach świetlnych przy użyciu ognia, używany w IX wieku przez Bizantyjczyków podczas wojen z Arabami. Wykorzystywano go do nadawania wiadomości od granicy z państwem Abbasydów na wschodzie, poprzez całą Anatolię, aż do bizantyjskiej stolicy w Konstantynopolu.

## Źródła
System został opisany w trzech pracach:
- tzw. Traktacie C będącym częścią dzieła  O ceremoniach dworu bizantynskiego wydanego w czasach Konstantyna VII Pofirogenety (rządził 913-959);
- tzw. Kontynuacji Teofanesa z połowy IX w.;
- tzw. Kronice powszechnej Symeona Metafrastesa.

W zależności od źródła, system czasami różni się co do miejsc, w których miały znajdować się stanowiska sygnalizacyjne. Zgadzają się jednak co do istnienia samego systemu i jego funkcjonowania na trasie przez Anatolię.

## Działanie

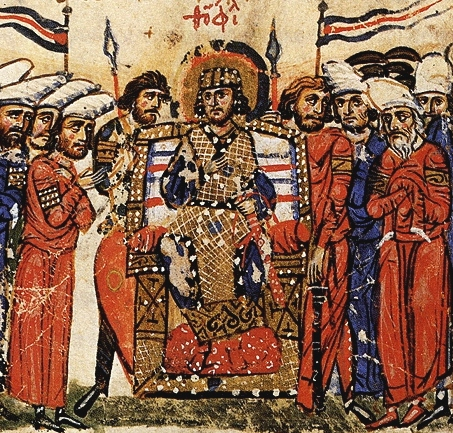
Wizerunek cesarza Teofila w Kronice Jana Skylitzesa

System został prawdopodobnie opracowany przez arcybiskupa Salonik, matematyka i filozofa imieniem Leo i wprowadzony w czasach cesarza Teofila. Opierał się na szeregu punktów, w których znajdowały się stanowiska sygnałowe i mierzył łącznie ok. 720 km długości. W Anatolii średnia odległość pomiędzy punktami wynosiła ok. 97 km, na północy – w pokrytej wzgórzami Bitynii – co ok. 56 km. Ponadto istniał szereg mniej ważnych odnóg, dzięki którym wiadomości przekazywano wzdłuż wschodniej granicy i do innych lokalizacji - w zależności od potrzeb.
Początkiem była forteca Loulon, którą wzniesiono jako strażnicę na północ od Bramy Cylicyjskiej, która łączyła abbasydzką Cylicję z bizantyjską Anatolią. Dalsze punkty były rozmieszczone w kierunku północno-zachodnim: od góry Argaios, przez górę Samos/Isamos, twierdzę Aigilion, górę Mamas (lub Olimp Myzyjski, obecnie: Uludağ), górę  Kyrizos, górę Mokilos i górę Św. Auksencjusza w Bitynii. Ostatnim punktem była latarnia w pałacu cesarskim w Konstantynopolu. Dla zapewnienia prawidłowego funkcjonowania, twórcy umieścili zegary wodne w Loulon i w pałacowej latarni. Do każdej z dwunastu zegarowych godzin przypisano różne wiadomości: rozpalenie ogniska na pierwszym stanowisku o określonej porze sygnalizowało określone zdarzenie, które było przekazywane dalej aż do Konstantynopola. Według wykonanych współcześnie eksperymentów, przy sprawnej obsłudze na każdym ze stanowisk, wiadomość znad granicy mogła dotrzeć do cesarza w ciągu zaledwie ok. 1 godziny.
Wiele punktów sygnalizacyjnych zawartych w źródłach pozostaje dziś niezidentyfikowana, a historycy starają się określić przybliżone miejsca, w których stanowiska te się znajdowały. Na ogół powszechnie uważa się, że góra Argaios to współczesne szczyt Mount Hasan (Hasan Dağı) z miejscowością Keçikalesi lub szczyt Erciyes Dağı w pobliżu miasta Kayseri. Lokalizacja góry Samos/Isamos, jest niezidentyfikowana, ale za prawdopodobną uznaje się lokalizację na północ od jeziora Tuz. Podobnie niezidentyfikowana pozostaje forteca Aigilion, choć branym pod uwagę położeniem są okolice na południe od starożytnego miasta Dorylaion. Kontrowersje budzi także góra Mamas, której nie odnaleziono, ale jej alternatywą występującą w źródłach jest dobrze znany szczyt Uludağ (Olimp Myzyjski). Przybliżone pozostaje również położenie góry Kyrizos (pomiędzy jeziorem İznik a Zatoką Gemlik. Szkocki archeolog William M. Ramsay identyfikował tę górę ze szczytem Katerlı Dağı. Góra Mokilos to prawdopodobnie szczyt w pobliżu miasta Yalova (wg Ramsaya była to góra Samanlı Dağı), a góra Św. Auksencjusza lokalizowana jest na południowy wschód od Chalkedonu.

## Koniec systemu
Według kronikarzy z drugiej połowy IX w., system został rozwiązany przez syna i następcę Teofila, cesarza Michała III (842–867), ponieważ miał uważać, że widok zapalonych latarni i wiadomość o inwazji arabskiej mogła grozić rozproszeniem ludzi i tym samym zepsuciem jego występu jako uczestnika wyścigu rydwanów na Hipodromie. Ta opowieść jest jednak zwykle odrzucana przez historyków. Uważa się bowiem, że była to zmowa ówczesnych dziejopisów w ramach celowej kampanii propagandowej, która miała na celu osłabić wizerunek Michała III na korzyść dynastii macedońskiej. Jej pierwszym przedstawicielem był Bazyli I, który zdobył władzę w wyniku przewrotu pałacowego i zamordowania prawowitego władcy - właśnie Michała III. W historiografii przyjmuje się, że przypisywanie Michałowi III likwidacji systemu Teofila, miało być zbyt daleko idącą nadinterpretacją jakiejś redukcji lub modyfikacji systemu sygnalizacyjnego. Całkowita likwidacja wydaje wówczas nieuzasadniona, gdyż cesarz prowadził walki zarówno z muzułmanami na zachodzie (najazd na Sycylię i południową Italię), jak i właśnie z Arabami w Anatolii (udało mu się opanować Samosatę). Wydaje się, że ocalałe fragmenty systemu lub nowy, podobny, został reaktywowany za czasów cesarza Manuela I (1143–1180).

## W kulturze popularnej
- Prawdopodobnie bizantyjski system był inspiracją dla J.R.R. Tolkiena, gdyż we Władcy pierścieni opisał bardzo podobny system, który wykorzystywano do wysyłania ostrzeżeń pomiędzy królestwami Gondoru i Rohanu.